# Red3.0
Red3.0 és la plataforma web d'eLearning per a la formació contínua en matèria de cardiologia. Està pensada per a metges en general i especialistes en cardiologia. Està gestionada per Amgen. Fou creada el 2017 com a reacció a la infoxicació d'informació mèdica. L'usuari pot personalitzar els continguts que li ofereix la plataforma perquè així vaja dirigida al seu interès.
Té tres seccions:
- Redflix: conté vídeos explicant les novetats del camp de la cardiologia.
- Redtoday: informació setmanalment actualitzada en forma d'articles.
- Redfórmate: inclou la formació acreditada i no acreditada sobre la cardiologia i/p l'ús de les TIC aplicades a l'àmbit de la cardiologia.[1]